# Ерера (провинция)
Ерера (на испански: Herrera) е една от 10-те провинции на централноамериканската държава Панама. Площта ѝ е 2362 квадратни километра и има население от 118 982 души (по изчисления за юли 2020 г.). Кръстена е на генерал Томас Ерера, първият президент на територията, от която впоследствие се сформира Панама.